# Martin Fix (Geistlicher)
Martin Fix (* 1883 in Sulz bei Odessa, Russisches Kaiserreich; † 8. Dezember 1937 auf den Solowezki-Inseln, Sowjetunion) war ein deutsch-russischer römisch-katholischer Geistlicher und Märtyrer. 

## Leben
Martin Fix stammte aus einer schwarzmeerdeutschen Familie im Bistum Tiraspol. Er studierte Theologie am Priesterseminar Saratow und wurde am 2. August 1909 zum Priester geweiht. Die Stationen seines seelsorglichen Wirkens waren Katharinenstadt, Speyer (Odessa), Franzfeld, Klosterdorf, Köhler/Karaulney-Bujerak, Seewald/Werchowje (1922–1928) und Semjonowka/Röthling. 1923 wurde er von der Geheimpolizei ausgewiesen, kehrte aber bald wieder zurück. Nach erneuter Verhaftung 1929 kam er ins Moskauer Gefängnis Butyrka und wurde am 20. April 1931 zum Tode verurteilt. Nach Umwandlung des Urteils in 10 Jahre Lagerhaft kam er in das Sonderlager Solowezki, wo er am 25. November 1937 zusammen mit Georg Baier und Augustin Baumtrog erneut zum Tode verurteilt und am 8. Dezember erschossen wurde.

## Gedenken
Die Römisch-katholische Kirche in Deutschland nahm Pfarrer Martin Fix als Märtyrer in das deutsche Martyrologium des 20. Jahrhunderts auf.